# Les Châtelliers-Châteaumur
Les Châtelliers-Châteaumur är en kommun i departementet Vendée i regionen Pays de la Loire i västra Frankrike. Kommunen ligger i kantonen Pouzauges som tillhör arrondissementet Fontenay-le-Comte. År 2018 hade Les Châtelliers-Châteaumur 783 invånare.

## Befolkningsutveckling
Antalet invånare i kommunen Les Châtelliers-Châteaumur
| Referens: INSEE |